# Deutsche Leichtathletik-Meisterschaften 2006
Die 106. Deutschen Leichtathletik-Meisterschaften wurden am 15. und 16. Juli 2006 im Donaustadion in Ulm ausgetragen.
Wie immer gab es zahlreiche ausgelagerte Disziplinen mit Austragungen zu anderen Terminen an anderen Orten, hier eine chronologische Auflistung:
- Crossläufe – Regensburg, 11. März:
Einzel- / Mannschaftswertungen Mittelstrecke (Frauen und Männer) sowie Langstrecke (Männer)[2]
- Halbmarathon – Herten-Bertlich, 26. März:
Einzel- / Mannschaftswertungen für Frauen und Männer[3]
- 50-km-Gehen (Männer) – Biberach, 8. April[4]
- 100-km-Straßenlauf – Hanau-Rodenbach, 29. April mit Einzel- / Mannschaftswertungen für Frauen und Männer[5]
- 10.000-Meter-Läufe (Frauen und Männer) sowie Langstaffeln, 3 × 800 m (Frauen) / 3 × 1000 m (Männer) – Tübingen, 6. Mai[6]
- 20-km-Gehen – Breitenbrunn, 24. Juni:
Einzel- / Mannschaftswertungen für Frauen und Männer[7]
- Berglauf – Schwangau, 13. August:
Einzel- / Mannschaftswertungen für Frauen und Männer[8]
- Mehrkämpfe – Wesel, 2./3. September:
Einzel- / Mannschaftswertungen für Frauen (Siebenkampf) und Männer (Zehnkampf)[9]
- 10-km-Straßenlauf – Regensburg, 10. September:
Einzel- / Mannschaftswertungen für Frauen und Männer[10][11][12][13]
- Marathon – im Rahmen des München-Marathons, 8. Oktober:
Einzel- / Mannschaftswertungen für Frauen und Männer[14]

Zu einer ausführlicheren Auflistung mit den jeweils ersten acht in den einzelnen Disziplinen führt der Link Deutsche Leichtathletik-Meisterschaften 2006/Resultate.

## Medaillengewinner Männer
| Disziplin                                   | Gold                                                                            | Leistung       | Silber                                                                         | Leistung       | Bronze                                                                         | Leistung       |
| ------------------------------------------- | ------------------------------------------------------------------------------- | -------------- | ------------------------------------------------------------------------------ | -------------- | ------------------------------------------------------------------------------ | -------------- |
| 100 m (Wind: −0,5)                          | Ronny Ostwald (TV Wattenscheid 01)                                              | 10,32 s00      | Marius Broening (LAV Asics Tübingen)                                           | 10,46 s00      | Alexander Kosenkow (TV Wattenscheid 01)                                        | 10,55 s00      |
| 200 m (Wind: −0,8)                          | Sebastian Ernst (TV Wattenscheid 01)                                            | 20,88 s00      | Daniel Schnelting (LAZ Rhede)                                                  | 20,96 s00      | Till Helmke (TSV Friedberg-Fauerbach)                                          | 20,99 s00      |
| 400 m                                       | Kamghe Gaba (LG Eintracht Frankfurt)                                            | 45,47 s00      | Ruwen Faller (SC Magdeburg)                                                    | 45,82 s00      | Bastian Swillims (TV Wattenscheid 01)                                          | 45,91 s00      |
| 800 m                                       | René Herms (LG asics Pirna)                                                     | 1:47,36 min    | René Bauschinger (LAC Quelle Fürth/München/Würzburg)                           | 1:48,12 min    | Moritz Waldmann (LG Hannover)                                                  | 1:48,86 min    |
| 1500 m                                      | Carsten Schlangen (LG Nord Berlin)                                              | 3:42,35 min    | Stefan Eberhardt (LC Erfurt)                                                   | 3:42,87 min    | Franek Haschke (LG Nord Berlin)                                                | 3:42,98 min    |
| 5000 m                                      | Jan Fitschen (TV Wattenscheid 01)                                               | 13:52,73 min   | André Pollmächer (LAC Erdgas Chemnitz)                                         | 13:53,65 min   | Arne Gabius (LAV Asics Tübingen)                                               | 13:58,07 min   |
| 10.000 m                                    | Jan Fitschen (TV Wattenscheid 01)                                               | 28:19,57 min   | Alexander Lubina (TV Wattenscheid 01)                                          | 28:37,40 min   | André Pollmächer (LAC Erdgas Chemnitz)                                         | 28:37,92 min   |
| 10-km-Straßenlauf                           | Carsten Eich (Rhein-marathon Düsseldorf)                                        | 29:18 min      | Stefan Koch (TV Wattenscheid 01)                                               | 29:20 min      | Embaye Hedrit (LG Braunschweig)                                                | 29:53 min      |
| 10-km-Straßenlauf, Mannschaftswertung       | LG Leinfelden-EchterdingenMartin Beckmann Christian Stanger Michael Wullings    | 1:33:19 h0000  | Post-Sport Telekom TrierThorsten Baumeister Carlo Schuff Marc-André Kowalinski | 1:33:43 h0000  | TH Laufclub ErfurtChristian Seiler Arne Leipziger Christian Biele              | 1:34:01 h0000  |
| Halbmarathon                                | Carsten Eich (Rhein-marathon Düsseldorf)                                        | 1:04:38 h0000  | Abraham Kiprotich Tandoi (LG USC Heidelberg)                                   | 1:04:57 h0000  | Stefan Koch (TV Wattenscheid 01)                                               | 1:05:11 h0000  |
| Halbmarathon, Mannschaftswertung            | TV Wattenscheid 01Stefan Koch Manuel Meyer Carsten Schütz                       | 3:20:01 h0000  | LG BraunschweigEmbaye Hedrit Christoph Paetzke Matthias Strotmann              | 3:23:59 h0000  | TSG 1845 HeilbronnHolger Freudenberger Jonathan Post Markus Werner             | 3:26:08 h0000  |
| Marathon                                    | Matthias Körner (SC DHfK Leipzig)                                               | 2:21:55 h0000  | Philipp Büttner (TSV Friedberg-Fauerbach)                                      | 2:25:13 h0000  | Dirk Schwarzbach (TSV Kirchdorf)                                               | 2:25:37 h0000  |
| Marathon, Mannschaftswertung                | SC DHFK LeipzigMatthias Körner Peter Müller Holger Zander                       | 7:27:39 h0000  | TSV Friedberg-FauerbachPhilipp Büttner Marco Diehl Jörg Jung                   | 7:35:02 h0000  | SV Schlau.com Saar 05 SaarbrückenStephan Schu Martin Schedler Frank Hahn       | 7:38:47 h0000  |
| 100-km-Straßenlauf                          | Michael Sommer (Eichenkreuz Schwaikheim)                                        | 6:57:19 h0000  | Jörg Hooß (LTF Marpingen)                                                      | 7:08:37 h0000  | Thomas König (SuL Lößnitz)                                                     | 7:09:12 h0000  |
| 100-km-Straßenlauf, Mannschaftswertung      | Eichenkreuz SchwaikheimMichael Sommer Armin Härle Jochen Höschele               | 22:44:28 h0000 | LG WürzburgRainer Wilfried Koch Matthias Schmitt Paul Riedel                   | 24:17:51 h0000 | LTF MarpingenJörg Hooß Gernot Helferich Robert Feller                          | 24:18:21 h0000 |
| 110 m Hürden (Wind: +1,0)                   | Thomas Blaschek (LAZ Leipzig)                                                   | 13,38 s00      | Jens Werrmann (LAZ Zweibrücken)                                                | 13,62 s00      | Ivo Burkhardt (SV Halle)                                                       | 13,81 s00      |
| 400 m Hürden                                | Adrian Schürmann (LG Porta Westfalica)                                          | 50,33 s00      | Andreas Wickert (TSV Rudow 1888)                                               | 50,78 s00      | Jan Schneider (VfL Sindelfingen)                                               | 50,85 s00      |
| 3000 m Hindernis                            | Steffen Uliczka (SG TSV Kronshagen/Kieler TB)                                   | 8:42,06 min    | Norbert Löwa (LG Nord Berlin)                                                  | 8:49,83 min    | Florian Holzinger (TuS Feuchtwangen)                                           | 8:59,83 min    |
| 4 × 100 m Staffel                           | TV Wattenscheid 01Alexander Kosenkow Holger Blume Sebastian Ernst Ronny Ostwald | 39,48 s00      | TSV Friedberg-FauerbachMichael Weber Till Helmke Nils Müller Florian Schwalm   | 40,11 s00      | LAC Erdgas ChemnitzMarco Richter Tobias Pfennig Sven Mehlhorn Martin Keller    | 40,41 s00      |
| 4 × 400 m Staffel                           | LG Eintracht FrankfurtThomas Wilhelm Sebastian Gatzka Stefan Kuhlee Kamghe Gaba | 3:07,94 min    | OSC BerlinRalf Riester Sven Buggel Florian Seitz Stefan Beyer                  | 3:07,97 min    | TSV Bayer 04 LeverkusenRasgawa Pinnock Stefan Drews Stefan Wieser Ingo Schultz | 3:12,27 min    |
| 3 × 1000-m-Staffel                          | LG Nord Berlin IJonas Stifel Carsten Schlangen Franek Haschke                   | 7:06,26 min    | TH Laufclub ErfurtChristoph Moormann Stefan Eberhardt Andreas Freimann         | 7:13,78 min    | LG Nord Berlin IIMoritz Höft Merlin Rose Falko Zauber                          | 7:14,85 min    |
| 10.000-m-Bahngehen                          | André Höhne (SCC Berlin)                                                        | 39:27,33 min   | Andreas Erm (SC Potsdam)                                                       | 40:42,13 min   | Maik Berger (SC Potsdam)                                                       | 40:45,64 min   |
| 20-km-Gehen                                 | André Höhne (SCC Berlin)                                                        | 1:26:53 h0000  | Maik Berger (SC Potsdam)                                                       | 1:28:17 h0000  | Carsten Schmidt (SC Potsdam)                                                   | 1:29:41 h0000  |
| 20-km-Gehen, Mannschaftswertung             | Erfurter LACHannes Tonat Jan Albrecht Jürgen Albrecht                           | 5:06:55 h0000  | LAC DessauSteffen Borsch Dick Gnauck Mario Kerber                              | 5:24:35 h0000  | LAC Quelle Fürth/München/ WürzburgDenis Franke Wolfgang Kretz Alfons Schwarz   | 6:07:33 h0000  |
| 50-km-Gehen                                 | André Höhne (SCC Berlin)                                                        | 3:56:37 h0000  | Michael Krause (LG Offenburg)                                                  | 4:10:35 h0000  | Maik Berger (SC Potsdam)                                                       | 4:24:27 h0000  |
| Hochsprung                                  | Eike Onnen (LG Hannover)                                                        | 2,23 m         | Martin Günther (TV Wehr)                                                       | 2,23 m         | Raúl Spank (Dresdner SC)                                                       | 2,20 m         |
| Stabhochsprung                              | Lars Börgeling (TSV Bayer 04 Leverkusen)                                        | 5,75 m         | Richard Spiegelburg (TSV Bayer Leverkusen)                                     | 5,70 m         | Tim Lobinger (ASV Köln)                                                        | 5,60 m         |
| Weitsprung                                  | Sebastian Bayer (TSV Bayer 04 Leverkusen)                                       | 7,95 m         | Christoph Stolz (VfL Wolfsburg)                                                | 7,84 m         | Kofi Amoah Prah (LG Nike Berlin)                                               | 7,75 m         |
| Dreisprung                                  | Andreas Pohle (ASV Erfurt)                                                      | 16,97 m        | Thomas Moede (LAC Berlin)                                                      | 16,47 m        | Konstantin Gens (TV Wattenscheid 01)                                           | 16,19 m        |
| Kugelstoßen                                 | Ralf Bartels (SC Neubrandenburg)                                                | 20,26 m        | Peter Sack (LAZ Leipzig)                                                       | 20,13 m        | Andy Dittmar (LG Ohra Hörselgas)                                               | 20,04 m        |
| Diskuswurf                                  | Lars Riedel (LAC Erdgas Chemnitz)                                               | 65,75 m        | Robert Harting (SCC Berlin)                                                    | 62,00 m        | Michael Möllenbeck (TV Wattenscheid 01)                                        | 61,75 m        |
| Hammerwurf                                  | Markus Esser (TSV Bayer 04 Leverkusen)                                          | 78,43 m        | Karsten Kobs (BV Teutonia Lanstrop)                                            | 78,10 m        | Steve Harnapp (LV 90 Thum)                                                     | 73,15 m        |
| Speerwurf                                   | Christian Nicolay (TV Wattenscheid 01)                                          | 83,72 m        | Peter Esenwein (LAZ Salamander Kornwestheim-Ludwigsburg)                       | 82,78 m        | Mark Frank (1. LAV Rostock)                                                    | 79,64 m        |
| Zehnkampf                                   | Lars Albert (LAC 1992 Elm)                                                      | 7848 P         | Jacob Minah (LG Göttingen)                                                     | 7731 P         | Matti Herrmann (SG Frankenberg)                                                | 7266 P         |
| Zehnkampf, Mannschaftswertung               | LT DSHS KölnWilly Sebastian Metzger Eric Schroers Florian Heiler                | 20.172 P       | OTB OsnabrückNicolai Peselmann Sascha Gerlee Daniel Kost                       | 19.164 P       | LAV Stadtwerke TübingenSven Bösing Andreas Lechner Julian Röhm                 | 18.933 P       |
| Crosslauf Mittelstrecke – 3,5 km            | Jonas Stifel (LG Nord Berlin)                                                   | 10:57 min00    | Carsten Schlangen (LG Nord Berlin)                                             | 11:00 min00    | Christian Lenk (LG Badenova Nordschwarzwald)                                   | 11:01 min00    |
| Crosslauf Mittelstrecke, Mannschaftswertung | Post-Sport Telekom TrierCarlo Schuff Marc-André Kowalinski Michael Plaul        | Pl.-Ziff. 32   | LG Nord BerlinJonas Stifel Carsten Schlangen Kai-Markus Kirchner               | Pl.-Ziff. 34   | TV Wattenscheid 01Christian Ritosek Claudius Hoff Thorben Grothaus             | Pl.-Ziff. 62   |
| Crosslauf Langstrecke – 9,8 km              | Sebastian Hallmann (LAV Asics Tübingen)                                         | 33:36 min00    | Arne Gabius (LAV Asics Tübingen)                                               | 33:46 min00    | Raphael Schäfer (LC asics Rehlingen)                                           | 33:58 min00    |
| Crosslauf Langstrecke, Mannschaftswertung   | LAV Asics TübingenSebastian Hallmann Arne Gabius Daniel Kittel                  | Pl.-Ziff. 28   | LG Wedel-PinnebergAndré Green Jannis Kellermann Konstantin Albrecht            | Pl.-Ziff. 40   | SC DHfK LeipzigAndré Sommer Jens Borrmann Oliver Uhlig                         | Pl.-Ziff. 42   |
| Berglauf – 8,0 km                           | Helmut Schiessl (TSV Buchenberg)                                                | 40:11 min00    | Timo Zeiler (TSV Trochtelfingen)                                               | 40:57 min00    | Markus Jenne (USC Freiburg)                                                    | 41:44 min00    |
| Berglauf, Mannschaftswertung                | SC DHfK LeipzigSven Weyer Benjamin Lindner Lars Melchien                        | Pl.-Ziff. 31   | LAZ Puma Troisdorf/SiegburgMike Mariathasan Daniel Exner Philipp Spindler      | Pl.-Ziff. 78   | LG Baunatal/FuldabrückJohannes Jungton Matthias Jahn Markus Jahn               | Pl.-Ziff. 81   |

## Medaillengewinner Frauen

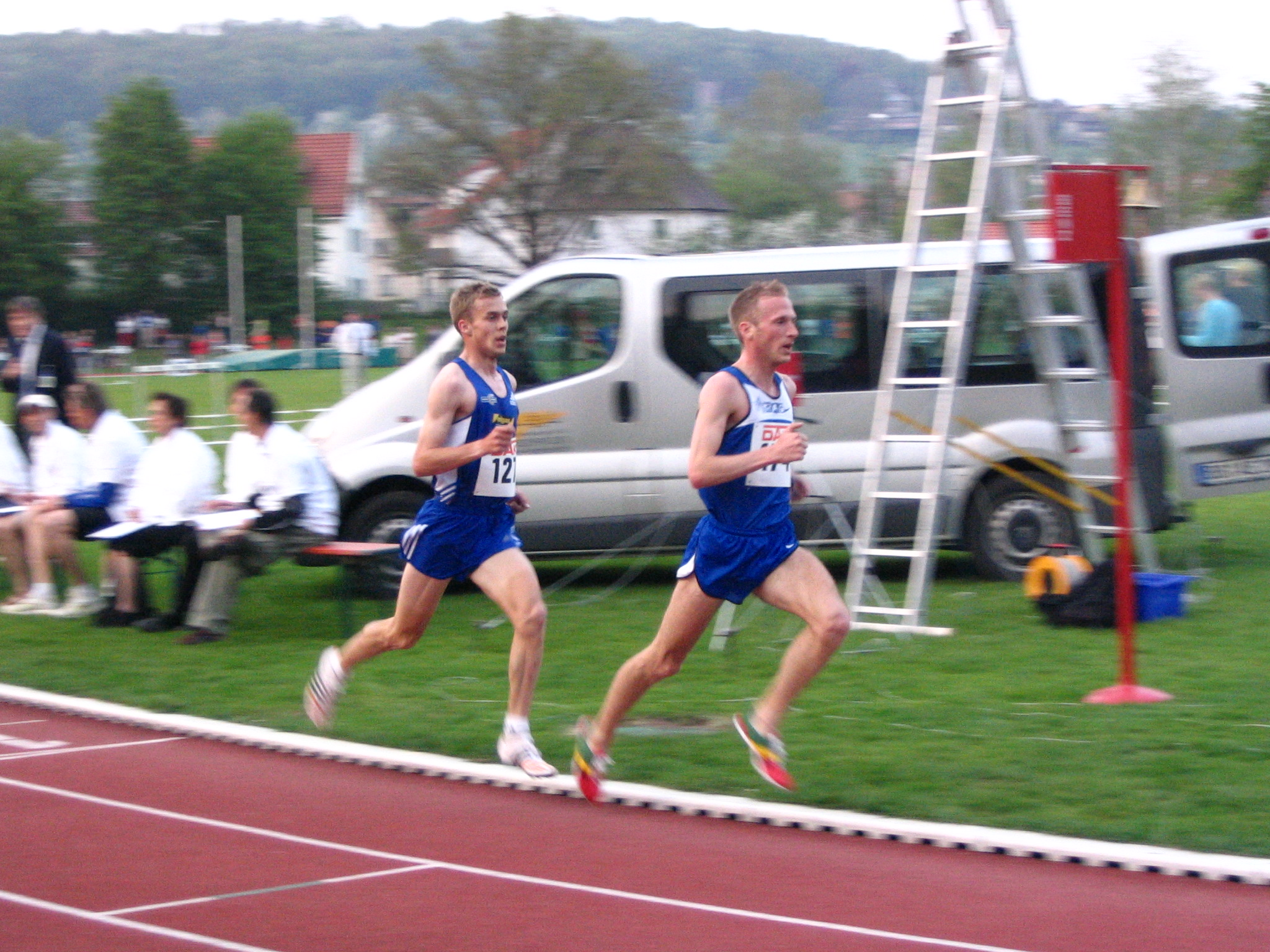
Jan Fitschen (rechts) – 10.000-m-Europameister von Göteborg am 8. August 2006 – wurde Deutscher Meister über 5000 und 10.000 Meter

| Disziplin                              | Gold                                                                           | Leistung       | Silber                                                                                          | Leistung         | Bronze                                                                                     | Leistung         |
| -------------------------------------- | ------------------------------------------------------------------------------ | -------------- | ----------------------------------------------------------------------------------------------- | ---------------- | ------------------------------------------------------------------------------------------ | ---------------- |
| 100 m (Wind: −1,2)                     | Verena Sailer (LAC Quelle Fürth/München/Würzburg)                              | 11,62 s00      | Katja Wakan (Hallesche Leichtathletik-Freunde)                                                  | 11,70 s00        | Cathleen Tschirch (LG Weserbergland)                                                       | 11,71 s00        |
| 200 m (Wind: −0,5)                     | Jala Gangnus (LG Weserbergland)                                                | 23,59 s00      | Cathleen Tschirch (LG Weserbergland)                                                            | 23,59 s00        | Juliane Stolle (LAZ Leipzig)                                                               | 23,72 s00        |
| 400 m                                  | Claudia Hoffmann (SC Potsdam)                                                  | 51,86 s00      | Korinna Fink (LG Eintracht Frankfurt)                                                           | 52,47 s00        | Anja Pollmächer (LAC Erdgas Chemnitz)                                                      | 52,90 s00        |
| 800 m                                  | Monika Gradzki (TV Wattenscheid 01)                                            | 2:05,40 min    | Janina Goldfuß (TV Wattenscheid 01)                                                             | 2:05,90 min      | Annett Horna (TSV Bayer 04 Leverkusen)                                                     | 2:06,29 min      |
| 1500 m                                 | Kerstin Werner (TV Wattenscheid 01)                                            | 4:21,41 min    | Antje Möldner (SC Potsdam)                                                                      | 4:23,14 min      | Juliane Becker (LAC Quelle Fürth/München/Würzburg)                                         | 4:24,17 min      |
| 5000 m                                 | Irina Mikitenko (TV Wattenscheid 01)                                           | 15:28,00 min   | Sabrina Mockenhaupt (Kölner Verein für Marathon)                                                | 15:40,55 min     | Ulrike Maisch (1. LAV Rostock)                                                             | 16:14,29 min     |
| 10.000 m                               | Irina Mikitenko (TV Wattenscheid 01)                                           | 32:30,33 min   | Michaela Schedler (LG Domspitzmilch Regensburg)                                                 | 34:10,05 min     | Simret Restle (LG Eintracht Frankfurt)                                                     | 34:36,89 min     |
| 10-km-Straßenlauf                      | Irina Mikitenko (TV Wattenscheid 01)                                           | 32:30 min00    | Susanne Hahn (SV Schlau.com Saar 05 Saarbrücken)                                                | 34:01 min00      | Simret Restle (LG Eintracht Frankfurt)                                                     | 34:11 min00      |
| 10-km-Straßenlauf, Mannschaftswertung  | SV Schlau.com Saar 05 SaarbrückenSusanne Hahn Marion Jakobs Claudia Rausch     | 1:48:00 h0000  | LG Domspitzmilch RegensburgAndrea Stengel Viola Schäffer Katharina Kaufmann                     | 1:48:44 h0000    | LG Leinfelden-EchterdingenStephanie Beckmann Nicole Ploog Katrin Ochs                      | 1:51:54 h0000    |
| Halbmarathon                           | Luminita Zaituc (LG Braunschweig)                                              | 1:14:37 h0000  | Julia Viellehner (TSV Winhöring)                                                                | 1:15:14 h0000    | Michaela Schedler (LG Domspitzmilch Regensburg)                                            | 1:16:26 h0000    |
| Halbmarathon, Mannschaftswertung       | LG Domspitzmilch RegensburgMichaela Schedler Andrea Stengel Katharina Kaufmann | 3:48:08 h0000  | LG BraunschweigLuminita Zaituc Birte Bultmann Katrin Knoke                                      | 4:05:00 h0000    | TG Viktoria AugsburgPetra Stöckmann Martina Zieg Kathrin Luxenhofer                        | 4:13:03 h0000    |
| Marathon                               | Carmen Siewert (Greifswalder SV 04)                                            | 2:47:22 h0000  | Andrea Stengel (LG Domspitzmilch Regensburg)                                                    | 2:45:52 h0000    | Anke Holljesiefken (Spiridon Frankfurt)                                                    | 2:48:57 h0000    |
| Marathon, Mannschaftswertung           | LG Domspitzmilch RegensburgAndrea Stengel Monika Hirt Cornelia Firsching       | 8:36:15 h0000  | Spiridon FrankfurtAnke Holljesiefken Birgitt Bohn Sandra Janisch                                | 8:52:11 h0000    | SV Schlau.com Saar 05 SaarbrückenMarion Jakobs Gabriele Duchstein Susanne Trenz            | 9:10:51 h0000    |
| 100-km-Straßenlauf                     | Birgit Schönherr-Hölscher (PV-Triathlon Witten)                                | 7:48:33 h0000  | Marion Braun (SV Germania Eicherscheid)                                                         | 8:13:22 h0000    | Carmen Hildebrand (SSC Hanau-Rodenbach)                                                    | 8:33:37 h0000    |
| 100-km-Straßenlauf, Mannschaftswertung | TV Jahn KemptenAntje Schuhaj Andrea Grotz Barbara Guaranti                     | 28:26:31 h0000 | SSC Hanau-RodenbachCarmen Hildebrand Anke Drescher Elke Händel                                  | 29:26:54 h0000   | Alfterer SportclubElke Melzer Elisabeth Kraemer Anna Straimer                              | 33:06:27 h0000   |
| 100 m Hürden (Wind: +1,0)              | Kirsten Bolm (MTG Mannheim)                                                    | 12,84 s00      | Judith Ritz (LAZ Leipzig)                                                                       | 13,28 s00        | Stephanie Lichtl (LAZ Salamander Kornwestheim-Ludwigsburg)                                 | 13,34 s00        |
| 400 m Hürden                           | Claudia Marx (Erfurter LAC)                                                    | 56,14 s00      | Anja Neupert (LG Nike Berlin)                                                                   | 56,83 s00        | Tina Kron (SV Schlau.com Saar 05 Saarbrücken)                                              | 57,10 s00        |
| 3000 m Hindernis                       | Verena Dreier (LG Sieg)                                                        | 9:56,28 min    | Meike Rosenauer (LG Rems-Murr)                                                                  | 10:16,56 min     | Birte Bultmann (LG Braunschweig)                                                           | 10:26,78 min     |
| 4 × 100 m Staffel                      | LG WeserberglandNina Giebel Jala Gangnus Cathleen Tschirch Nicole Marahrens    | 44,79 s00      | LAC Quelle Fürth/München/ WürzburgJohanna Braun Verena Sailer Franziska Breitenreiter Anja Wurm | 45,04 s00        | TSV Bayer 04 LeverkusenAnne-Kathrin Elbe Sorina Nwachukwu Mareike Peters Katharina Naumann | 45,34 s00        |
| 4 × 400 m Staffel                      | LG Nike BerlinNadine Balkow Julia-Kristin Kunz Anja Neupert Janin Lindenberg   | 3:39,38 min    | LG Kindelsberg KreuztalAnne Hintermaier Katja Schönfelder Janine Huber Ayodele Buraimoh         | 3:43,74 min      | LG KarlsruheEvelyn Storz Cornelia Moll Larissa Kaufmann Carolin Walter                     | 3:43,74 min      |
| 3 × 800-m-Staffel                      | TV Wattenscheid 01Janina Goldfuß Kerstin Werner Monika Gradzki                 | 6:22,33 min    | SC PotsdamJulia Hilgendorf Claudia Hoffmann Antje Möldner                                       | 6:24,92 min      | USC MainzAndrea Luy Sabine Bachmann Tanja Wittmann                                         | 6:39,91 min      |
| 5000-m-Bahngehen                       | Sabine Zimmer (SC Potsdam)                                                     | 21:05,49 min   | Jenny Grasse (Erfurter LAC)                                                                     | 23:18,23 min     | Kathrin Schulze (1. LAC Dessau)                                                            | 23:43,37 min     |
| 20-km-Gehen                            | Sabine Zimmer (SC Potsdam)                                                     | 1:35:16 h0000  | Maja Landmann (PTSV Jahn Freiburg)                                                              | 1:49:05 h0000    | Karen Böhme (LG Süd Berlin)                                                                | 1:58:18 h0000    |
| 20-km-Gehen, Mannschaftswertung        | Polizei SV BerlinKrystyna Korbella Brigitte Zeidler Gisela Seifert             | 7:18:21 h0000  | nur 1 Mannschaft                                                                                | nur 1 Mannschaft | nur 1 Mannschaft                                                                           | nur 1 Mannschaft |
| Hochsprung                             | Julia Hartmann (TSV Bayer 04 Leverkusen)                                       | 1,90 m         | Annett Engel (SC Potsdam)                                                                       | 1,87 m           | Ariane Friedrich (LG Eintracht Frankfurt)                                                  | 1,84 m           |
| Stabhochsprung                         | Silke Spiegelburg (TSV Bayer 04 Leverkusen)                                    | 4,55 m         | Anastasija Ryzih (ABC Ludwigshafen)                                                             | 4,50 m           | Martina Strutz (SG Dynamo Schwerin)                                                        | 4,45 m           |
| Weitsprung                             | Julia Mächtig (SC Neubrandenburg)                                              | 6,32 m         | Anika Leipold (Schweriner SC)                                                                   | 6,24 m           | Urszula Gutowicz-Westhof (LG Nike Berlin)                                                  | 6,15 m           |
| Dreisprung                             | Katja Pobanz geb. Umlauft (1. LAC Dessau)                                      | 13,67 m        | Silvia Otto (Erfurter LAC)                                                                      | 13,52 m          | Katja Demut (TuS Jena)                                                                     | 13,36 m          |
| Kugelstoßen                            | Petra Lammert (SC Neubrandenburg)                                              | 18,89 m        | Nadine Beckel (ASC Düsseldorf)                                                                  | 17,21 m          | Kristin Marten (LV 90 Thum)                                                                | 17,01 m          |
| Diskuswurf                             | Franka Dietzsch (SC Neubrandenburg)                                            | 66,29 m        | Ulrike Giesa (LAC Quelle Fürth/München/Würzburg)                                                | 59,61 m          | Nadine Müller (Hallesche Leichtathletik-Freunde)                                           | 58,22 m          |
| Hammerwurf                             | Betty Heidler (LG Eintracht Frankfurt)                                         | 73,59 m        | Susanne Keil (LG Offenburg)                                                                     | 69,33 m          | Andrea Bunjes (LG Eintracht Frankfurt)                                                     | 68,59 m          |
| Speerwurf                              | Steffi Nerius (TSV Bayer 04 Leverkusen)                                        | 65,71 m        | Christina Obergföll (LG Offenburg)                                                              | 64,07 m          | Annika Suthe (TSV Bayer 04 Leverkusen)                                                     | 58,82 m          |
| Siebenkampf                            | Jennifer Oeser (TSV Bayer 04 Leverkusen)                                       | 5804 P         | Jana Ladewig (LG Weserbergland)                                                                 | 5193 P           | Ines Maier (LG Karlstadt)                                                                  | 5142 P           |
| Siebenkampf, Mannschaftswertung        | TSV Bayer LeverkusenJennifer Oeser Natascha Rother Doris Quack                 | 15.505 P       | LT DSHS Köln IBarbara Gähling Kerstin Heinen Christina Hunneshagen                              | 14.674 P         | LT DSHS Köln IITanja Sommerhäuser Katrin Gewinner Kerstin Ducke                            | 13.234 P         |
| Crosslauf – 4,7 km                     | Susanne Ritter (SV Schlau.com Saar 05)                                         | 16:24 min00    | Julia Viellehner (TSV Winhöring)                                                                | 16:40 min00      | Birte Bultmann (LG Braunschweig)                                                           | 16:57 min00      |
| Crosslauf, Mannschaftswertung          | LG Domspitzmilch RegensburgEllen Clemens Andrea Stengel Michaela Schedler      | Pl.-Ziff. 57   | LAC Quelle Fürth/München/ WürzburgJuliane Becker Uta Schäfer Kristin Möller                     | Pl.-Ziff. 71     | 1. LAV RostockUlrike Maisch Christiane Pilz Steffi Mewes                                   | Pl.-Ziff. 71     |
| Berglauf – 8,0 km                      | Anja Carlsohn (SC Potsdam)                                                     | 49:26 min00    | Lisa Reisinger (SSC Hanau Rodenbach)                                                            | 49:39 min00      | Ellen Clemens (LG Domspitzmilch Regensburg)                                                | 50:21 min00      |
| Berglauf, Mannschaftswertung           | SSC Hanau RodenbachLisa Reisinger Alexandra Bott Kerstin Straub                | Pl.-Ziff. 18   | LG Domspitzmilch RegensburgEllen Clemens Andrea Scharrer Andrea Stengel                         | Pl.-Ziff. 31     | ASC Rosellen/NeussStefanie Buss Angela Müller Tanja Wimmer                                 | Pl.-Ziff. 39     |